# Kuhmoinen
Kuhmoinen este o comună din Finlanda.